# Consolidated B-24 Liberator
O Consolidated B-24 Liberator foi um bombardeiro estadunidense, o avião de maior produção que outro avião americano durante a Segunda Guerra Mundial, e usado pela maioria dos Aliados durante a guerra.  Projetado como um bombardeiro pesado, serviu não só nesse papel, mas também como bombardeiro de patrulha marítima (PB4Y) e como transportador pesado (C-87 ou C-109).

## Desenvolvimento

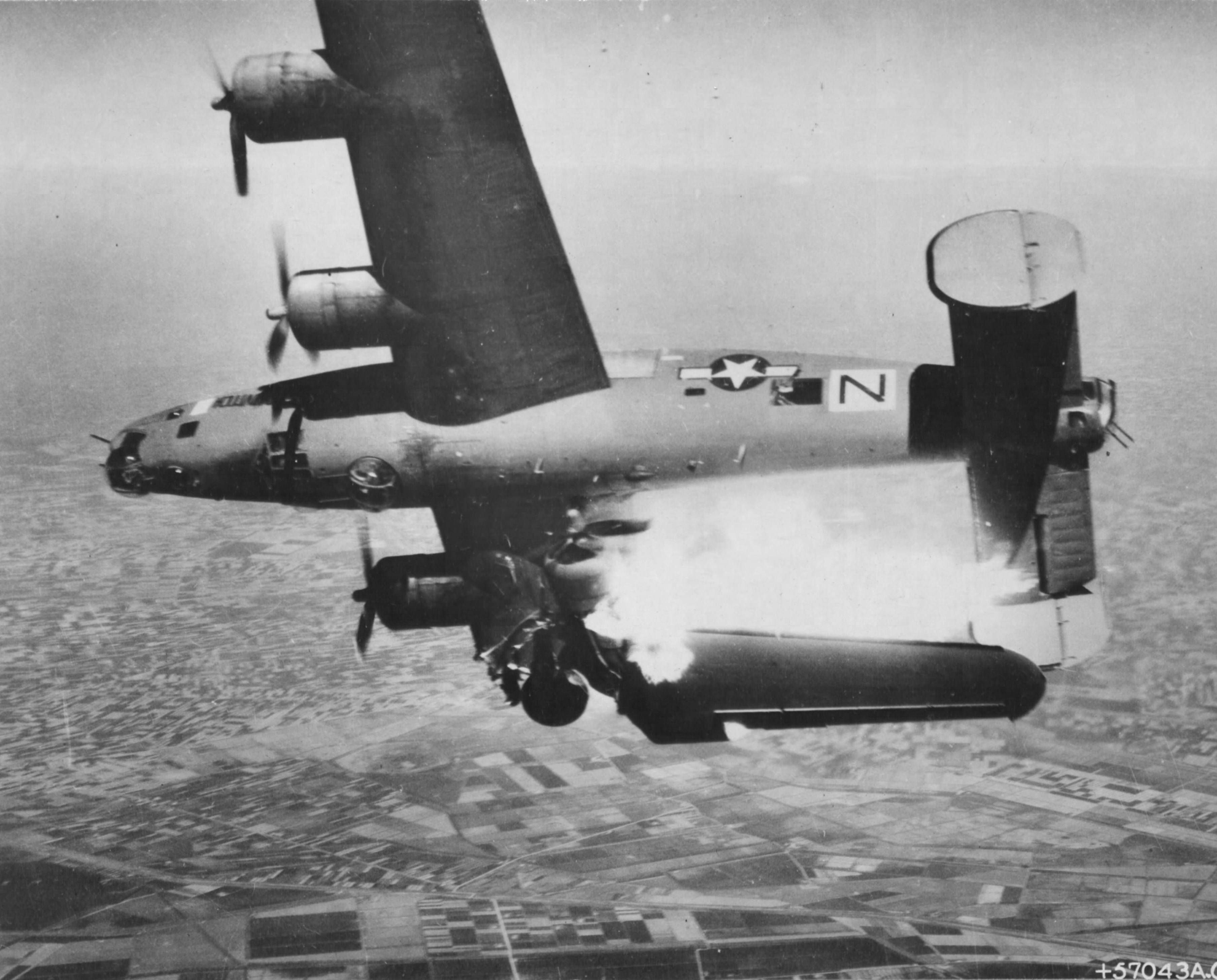
B-24 atingido por Flak.

Como o P-51 Mustang, o Liberator foi desenvolvido às pressas. Em janeiro de 1938, a Força Aérea Americana convidou a Consolidated a desenvolver um bombardeiro com maior alcance, velocidade, e melhor desempenho em altitude que o B-17 Flying Fortress.
O contrato para um protótipo foi concebido em março, requerendo que estivesse pronto antes do fim do ano. O projeto era simples no conceito, mas foi avançado para seu tempo.  O peso de decolagem máximo de 70 547 libras (32 000 kg) era um dos mais elevados naquele tempo. Foi o primeiro bombardeiro americano a usar trem de pouso triplo em vez de uma roda na cauda, e tinha as asas longas, finas com uma alta taxa de aspecto para a máxima eficiência de combustível. Tinha também cauda dupla.
Comparado com o B-17, o B-24 era mais curto, tinha 25% menos área de asa, mas tinha 6 pés (1.8 m) a mais de envergadura, e mais capacidade de carregamento. O B-17 usava motores de 9 cilindros Wright R-1820 Cyclone, o B-24 usava motores duplos de 14 cilindros Pratt & Whitney R-1830 Twin Wasp de 1000 hp (746 kW).
A Consolidated terminou o protótipo, conhecido como XB-24, e fez seu primeiro voo em 2 de janeiro de 1939. Mais sete YB-24 voaram em 1940 e a Consolidated se preparou para sua construção em escala. Seus pedidos eram de 36 para a United States Army Air Corps, 120 para a francesa Armée de l'Air, e 164 para a Royal Air Force (RAF). A maior parte da primeira produção foi enviada para a Grã-Bretanha, incluindo os pedidos pela Armée de l'Air, depois que a França foi anexada pela Alemanha em 1940.

## História operacional

### Estados unidosentram na guerra
Os B-24 estadunidenses entraram em combate em junho de 1942 com um ataque de 13 aviões nos campos de petróleo de Ploesti na Romênia, lançados do Egito. O ataque foi descrito com sem sucesso pelo Exército, mas alertou os defensores da ameaça de novos bombardeiros. Quando 177 B-24 atacaram Ploesti de novo em 1943, 53 não retornaram.
A produção do Liberator aumentou rapidamente durante 1942 e 1943: a Consolidated triplicou sua fábrica em São Diego, CA e construiu outra em Fort Worth, Texas. Mais aviões vieram da Douglas Aircraft Company em Tulska, Oklahoma e da North American Aviation em Dallas, Texas. Todas essas fábricas foram superadas pela fábrica da Ford Motor Company em Willow Run, que começou a operar em agosto de 1942. Esta era a maior fábrica nos Estados Unidos, e a maior fora da União Soviética.

## Variantes

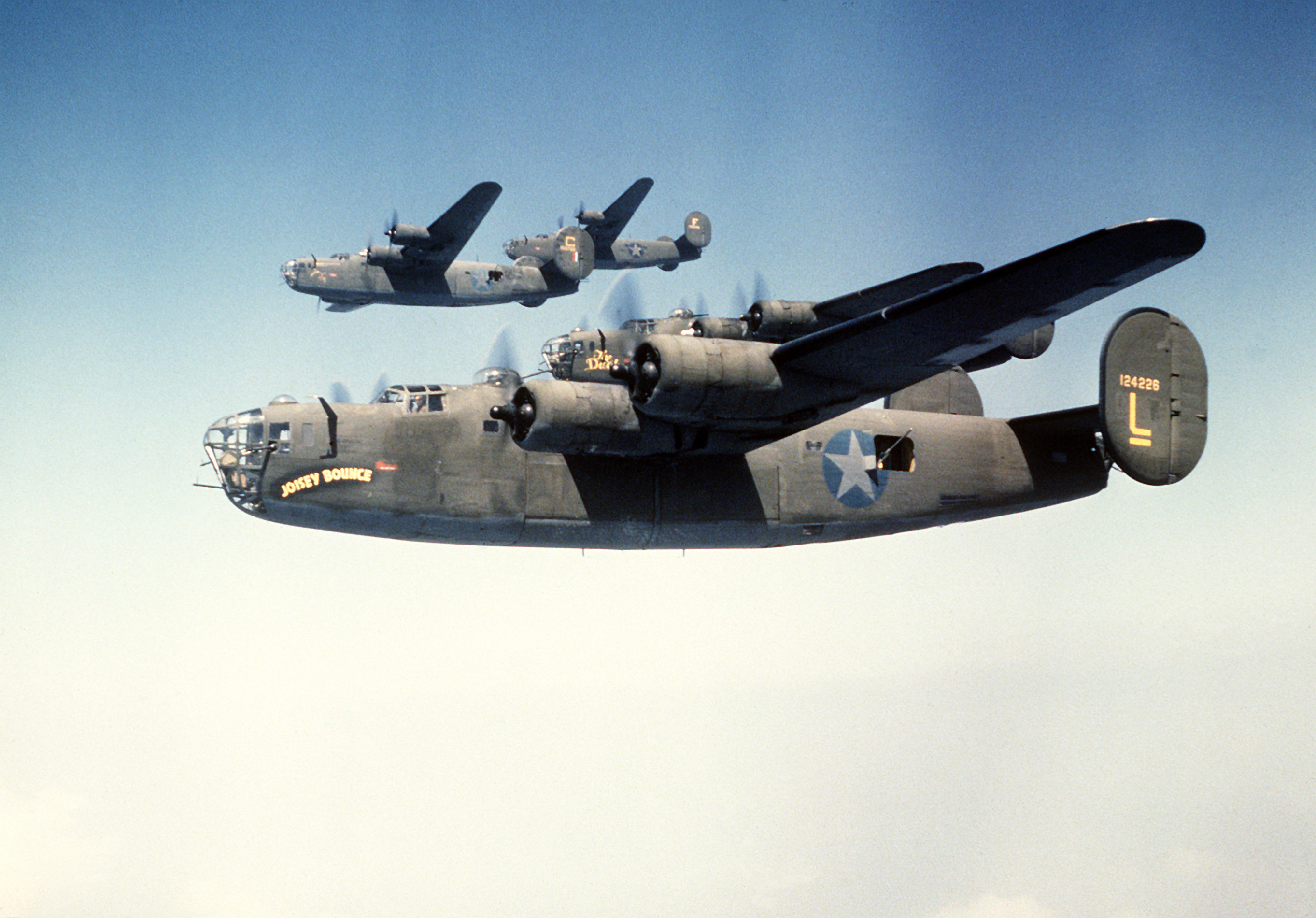
Um grupo de B-24 em formação.

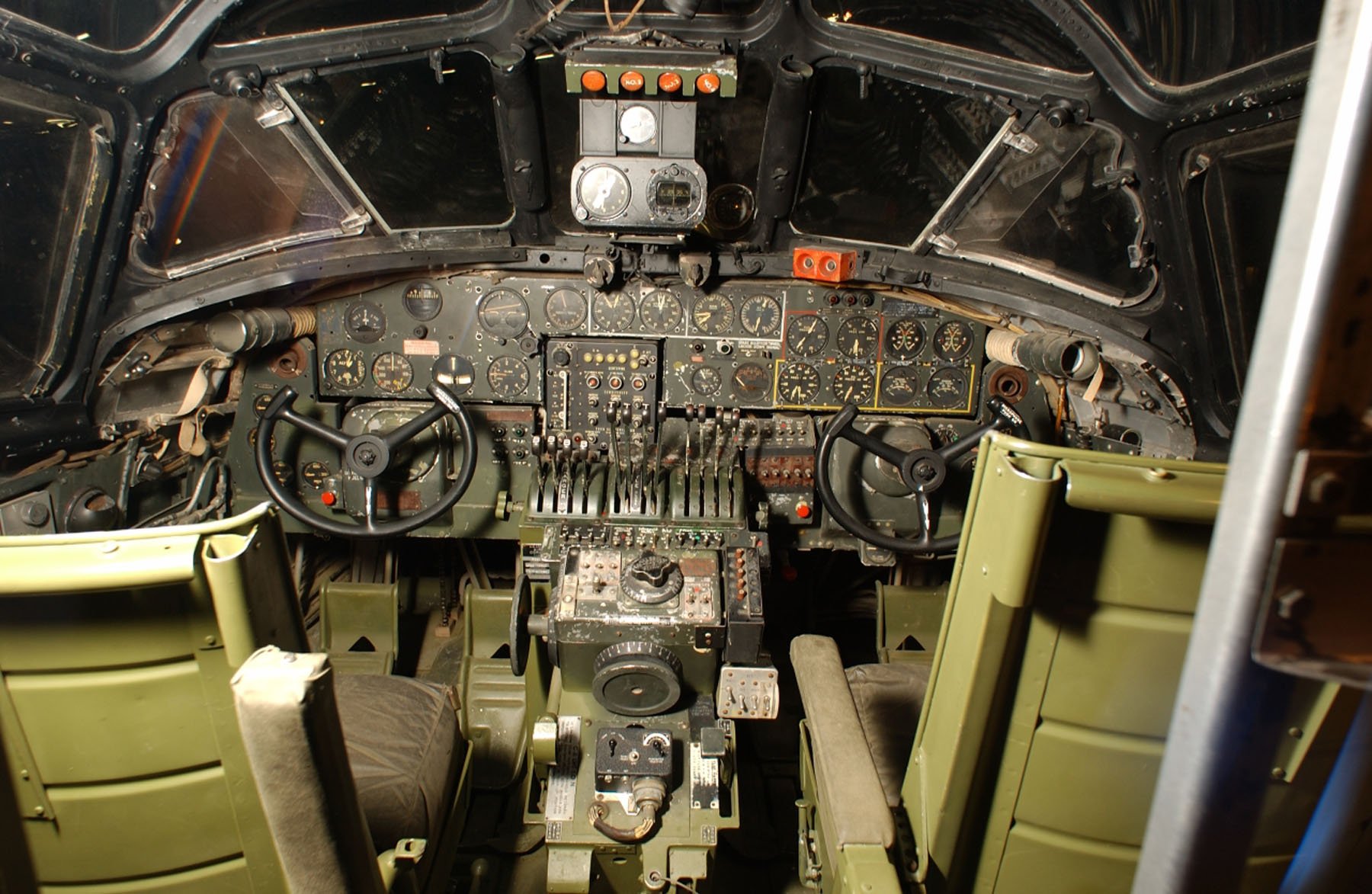
O cokpit de um B-24D.

- XB-24— (Consolidated Modelo 32).  Projetado em 1938 como uma melhoria em relação ao B-17 Fortaleza Voadora, a pedido da Army Air Corps.  Apresentava asa especialmente projetada para raio de aspecto maior, trem de pouso triciclo e estabilizadores verticais gêmeos.  Encomendados em março de 1939, voaram pela primeira vez em 29 de dezembro de 1939.  (×1)
- B-24 — Versão para teste em serviço do XB-24, encomendado em 27 de abril de 1939, menos de trinta dias após o XB-24 ter sido encomendado, antes do projeto do XB-24 estar até mesmo completo. Várias pequenas modificações feitas: eliminação das fendas no começo das asas e adição de botas de descongelamento.  (×7; somente uma usada realmente es testes)
- B-24A — Encomendado em 1939, o B-24A foi o primeiro modelo de produção. Devido à necessidade urgente por bombardeiros maiores, o B-24A foi encomendado antes que qualquer versão do B-24 voasse. A maior melhoria sobre o XB-24 foi em aerodinâmica, que levou a melhor desempenho.  (×38: ×20 LB-30A, ×9 B-24C)
- XB-24B — Quando o XB-24 fracassou em atingir sua velocidade máxima projetada, os radiais da Pratt & Whitney R-1830-33 de 1 000 hp (746 kW) foram substituídos por radiais turbo supercarregadores R-1830-41 de 1 200 hp (895 kW), aumentando a velocidade máxima em 37 mph (59 km/h).  A adição dos turbos supercarregadores fez com que o resfriamento dos motores fosse elíptico. Na versão do XB-24B também faltavam as fendas dos motores originais. (×1 XB-24 convertido)
- B-24C — Conversão do B-24A usando motores turbo supercarregadores R-1830-41. Para segurar os super carregadores e o coletor resfriador, os revestimentos de metal eram elípticos e acrescentaram-se os novos itens nos lados. A posição da artilharia na parte de trás melhorou pela adição de uma torreta Emerson A-6. Uma arma de calibre 50 (12.7 mm); uma torreta Glenn L. Martin instalada na fuselagem dianteira. (×9 B-24A convertido)
- B-24D — Primeiro modelo produzido em larga escala, os B-24C foram encomendados de 1940 to 1942 e tinham motores melhores (motores super carregadores R-1830-43).  Durante a campanha de produção, a arma de túnel na barriga foi substituída por outra situada remotamente na torreta da barriga, a Bendix, esta foi mais tarde substituída por uma torreta da Sperry Gyroscope Company. Nos últimos B-24Ds, armas 'bochecha' foram acrescentadas (×2696: 2381 da Consolidated Aircraft Corporation de San Diego; 305 da Consolidated de Fort Worth, 10 da Douglas Aircraft Company de Tulsa, Oklahoma)
- B-24E — Uma pequena alteração do B-24D construído pela Ford Motor Company, usando motores R-1830-65. Diferentemente dos B-24D, o B-24E retinha a arma túnel na barriga, às vezes o torreta superior Glenn L. Martin Company era removida e um torreta queixo da Bendix acrescentado. A Ford também construiu sub-partes para a Douglas Aircraft Company; estas sub-montagens eram idênticas aos B-24Es construídos pela Ford, exceto que elas usavam os mesmos motores que o B-24D (radiais R-1830-43; ×801).
- XB-24F — Um protótipo feito para testar descongeladores térmicos, aos invés de 'botas' de borracha infláveis (×1 B-24D convertido).
- B-24G — Torreta bola da Sperry Gyroscope Company, três armas de calibre 50 (12.7 mm) no nariz. Todos os B-24Gs foram feitos pela North American Aviation, que foi contratada em 1942.  (×25)
  - B-24G-1 — Torreta de rabo modificada, Emerson A-6, no nariz em vez das 2-3 armas de calibre 50 (12.7 mm) dos modelos anteriores. O B-24G-1 baseava-se nos desenhos do B-24H (×405).
- B-24H — Por causa da vulnerabilidade óbvia dos B-24 para se apontarem para os ataques, os B-24H desenhados pela Ford usavam uma torreta de nariz, geralmente uma modificação da torreta de cauda Emerson A-6. A aeronave inteira foi reprojetada para melhor adaptar a torreta; 50 mudanças na modelagem feitas, incluindo um compartimento bombardeiro reprojetado. Janelas maiores foram dadas à torreta de cauda; para melhor visibilidade, a torreta topo ganhou uma bolha mais alta e as posições da arma de cinta foram redefinidas, para reduzir sua interferência durante a batalha.  (×3100)
- B-24J - O B-24J era muito similar ao B-24H, apesar de melhorias defensivas terem sido feitas no B-24H, elas não foram incorporadas ao B-24J. O B-24J apresentava um piloto automático melhorado (tipo C-1) e uma mira de bomba da série M-1. Os subconjuntos B-24H feitos pela Ford e construídas por outras companhias, e qualquer modelo com um retro alimentador C-1 ou M-1, foram designados B-24Js.  (×6678)
- XB-24K — Uma aeronave experimental, feita pela Ford Motor Company colocando uma fuselagem de cauda do B-23 Dragon em uma modelagem do B-24D.  O avião ficou mais estável e tinha melhor manejo que outros modelos, mas mudar o desenho do B-24 era caro demais para aquela época. Entretanto, o XB-24K foi o ancestral do PB4Y-1 da Marinha.  (×1 B-24D convertido)
- B-24L — Por causa do imenso peso do B-24J, o Exército pediu uma versão mais leve. No B-24L, a torreta de bala foi substituída por um aparador de anel de solo com duas armas calibre 50 (12.7 mm) e a torreta de cauda do A-6B foi substituída por um M-6A.  Em aviões mais novos, nenhum armamento de causa foi instalado e quando chegaram a seus campos de voo foram instalados tanto um A-6B, um M-6A, ou uma arma de calibre 50 (12.7 mm) com aparadores duplos. (×1667)
- O cokpit de um B-24D.B-24M — Uma melhoria dos B-24L com mecanismos poupadores de peso. O B-24M usava uma versão mais leve da torreta de cauda do A-6B; as posições do atirador de cinta foram deixadas abertas. Para melhor visibilidade o pára-brisa foi substituído por uma versão dupla de ‘ponta de faca’. O B-24M se tornou o último modelo produzido do B-24; vários aviões construídos voaram somente o curso entre fábrica e o descarte. (×2593)
- XB-24N — Um reprojeto do B-24J, feito para acomodar uma cauda única.  Também tinha nariz melhorado e torretas de cauda.  Enquanto 5168 B-24Ns foram encomendados, a Segunda Guerra Mundial acabou e não havia mais necessidade de nenhum deles (×1).
- YB-24N — Versão de teste à serviço da pré-produção do XB-24N (×7).
- XB-24P — Um B-24D modificado, feito pela Sperry Gyroscope Company para testar os sistemas de controle de fogo aéreo (×1 B-24D convertido).
- XB-24Q — Uma conversão do B-24L pela General Electric, usando torretas de cauda controladas por radar (×1 B-24L convertido).
- XB-41 — Porque não havia caças capazes de escoltar formações de bombardeiros em missões de quebra profundas no começo da Segunda Guerra Mundial, o Exército autorizou testes para bombardeiros fortemente armados agissem como escoltas em missões de bombardeio.  Completado em 1942. Os resultados de testes em 1943 foram negativos e o projeto foi rapidamente cancelado.  O desempenho mudou drasticamente com a adição de mais torretas. Também as escoltas não estavam aptas a manter as formações de bombardeio quando as bombas tinham sido jogadas. 
O XB-41 tinha quatorze armas calibre 50 (2.7 mm), com a adição de uma torreta de queixo Bendix e uma torreta dorsal elétrica Glenn L. Martin Company na fuselagem do meio (×1 B-24D convertido).
- LB-30 — Versão do B-24 enviada à Bretanha.  (LB-=  'Liberator British'):
  - LB-30A – YB-24 (×6).
  - LB-30B (Liberator B Mark I) – B-24A (×20), usado pela British Coastal Patrol o pelos Defense Squadrons.
  - Liberator B Mk II – LB-30 melhorado (×165).
- Liberator B Mk III — Variante do B-24D com armas únicas 303 Browning no nariz, duas em cada posição de pilastra e quatro torretas de cauda Boulton Paul similares às do Lanchaster, e alguns outros equipamentos britânicos. A torreta dorsal Martin foi mantida (×156).
  - Liberator B Mk IIIA — Leasing de B-24Ds com equipamento e armas americanos.
- Liberator B Mk IV — Reservados para o B-24E, mas não há registros da RAF ter realmente recebido algum.
- Liberator B Mk V – B-24D modificado para capacidade extra de combustível às custas do armamento, com os mesmos armamentos do Liberator Mk III.
- Liberator B Mk VI – B-24Hs em serviço para a RAF, equipados com torretas de cauda Boulton Paul, mas retendo o resto do seu armamento.
- Liberator B Mk VIII - Designação da RAF para o B-24J.
- Liberator GR Mk V - B-24D modificado pela RAF Coastal Command para papel anti-submarino com radar e luzes. Alguns possuíam oito lançadores de foguetes, 4 em cada asa.
- Liberator GR Mk VIII - B-24J modificado pela RAF Coastal Command para papel anti-submarino.
- Liberator C Mk VI - Liberator B Mk VIII convertido para uso como transporte.
- Liberator C Mk VII - Designação britânica para o C-87.
- Liberator C Mk VIII - Liberator G Mk VIII convertido para uso como transporte.
- Liberator C Mk IX - Designação da RAF para o RY-3/C-87C.
- PB4Y-1 - B-24D com uma torre de nariz diferente para a US Navy.
  - PB4Y-1P - Variante de reconhecimento fotográfico do PB4Y-1.
- PB4Y-2 Privateer - Veja PB4Y Privateer
- AT-22 ou TB-24 - C-87 usado para treinamento de voo.
  - RB-24L - Usado para treinamento de artilheiros de B-29.
  - TB-24L - Como o RB-24L, mas com radar.
- C-87 Liberator Express - Transporte de passageiros com acomodações para vinte passageiros.
  - C-87A - Transporte de VIP com motores R-1830-45 ao invés de -43 e acomodações para dezesseis passageiros.
  - C-87B - Variante de transporte com armas no nariz, ventre e dorso. Nunca produzido.
  - C-87C - Designação do US Army Air Force/Air Force para o RY-3.
- XC-109/C-109 - Avião tanque com equipamento antiexplosão, usado para transportar combustível da Índia para a China para abastecer os ataques de B-29 contra o Japão.
- RY-1 - Designação da US Navy para o C-87A.
- RY-2 - Designação da US Navy para o C-87.
- RY-3 - Variante de transporte do PB4Y-2.
- XF-7 - Variante de reconhecimento fotográfico do B-24D.
- F-7 - Variante de reconhecimento fotográfico do B-24H.
- F-7A - Variante de reconhecimento fotográfico do B-24J.  Três câmeras no nariz e três no compartimento de bombas.
- F-7B - Variante de reconhecimento fotográfico do B-24J.  Seis câmeras no compartimento de bombas.

## Unidades que usaram o Liberator

### United States Army Air Force
- Fifth Air Force (Central Pacific)
- Seventh Air Force (Central Pacific)
- Eighth Air Force (NW Europe)
- Eleventh Air Force (Alaska)
- Thirteenth Air Force (SW Pacific)
- Fifteenth Air Force (North Afrika, Italy)

### Royal Air Force
- No. 8 Squadron RAF
- No. 120 Squadron RAF - o esquadrão anti-submarino com mais sucesso, 14 U-Boats destruídos
- No. 200 Squadron RAF
- No. 206 Squadron RAF
- No. 223 Squadron RAF
- No. 224 Squadron RAF
- No. 233 Squadron RAF

### Royal Australian Air Force
Esquadrões
- No. 12 Squadron RAAF
- No. 21 Squadron RAAF
- No. 23 Squadron RAAF
- No. 24 Squadron RAAF
- No. 25 Squadron RAAF
- No. 99 Squadron RAAF
- No. 102 Squadron RAAF

Esquadrões Independentes
- No. 200 Flight RAAF
- No. 201 Flight RAAF

## Operadores
- África do Sul, Austrália, Canada, China, Estados Unidos, França, Índia, Itália, Nova Zelândia, Portugal, Reino Unido, Tchekoslováquia, Turquia, União Soviética